# Església de Nostra Senyora de la Prosperitat de Clarmont d'Alvèrnia
L'església de Nostra Senyora de la Prosperitat o església de Nostra Senyora de Montferrand és una antiga col·legiata catòlica situada al barri de Montferrand de Clarmont d'Alvèrnia, al departament francès de Puèi Domat. Va ser classificada com a monument històric l'any 1846.

## Història
A mercè d'una llei que prohïbia la residència de clergues a la ciutat, tots els edificis religiosos es van construir fora de les muralles. Només s'hi permetia la capella del castell, propera a la torrassa, servida pels canonges i sota el patrocini de Nostra Dona.

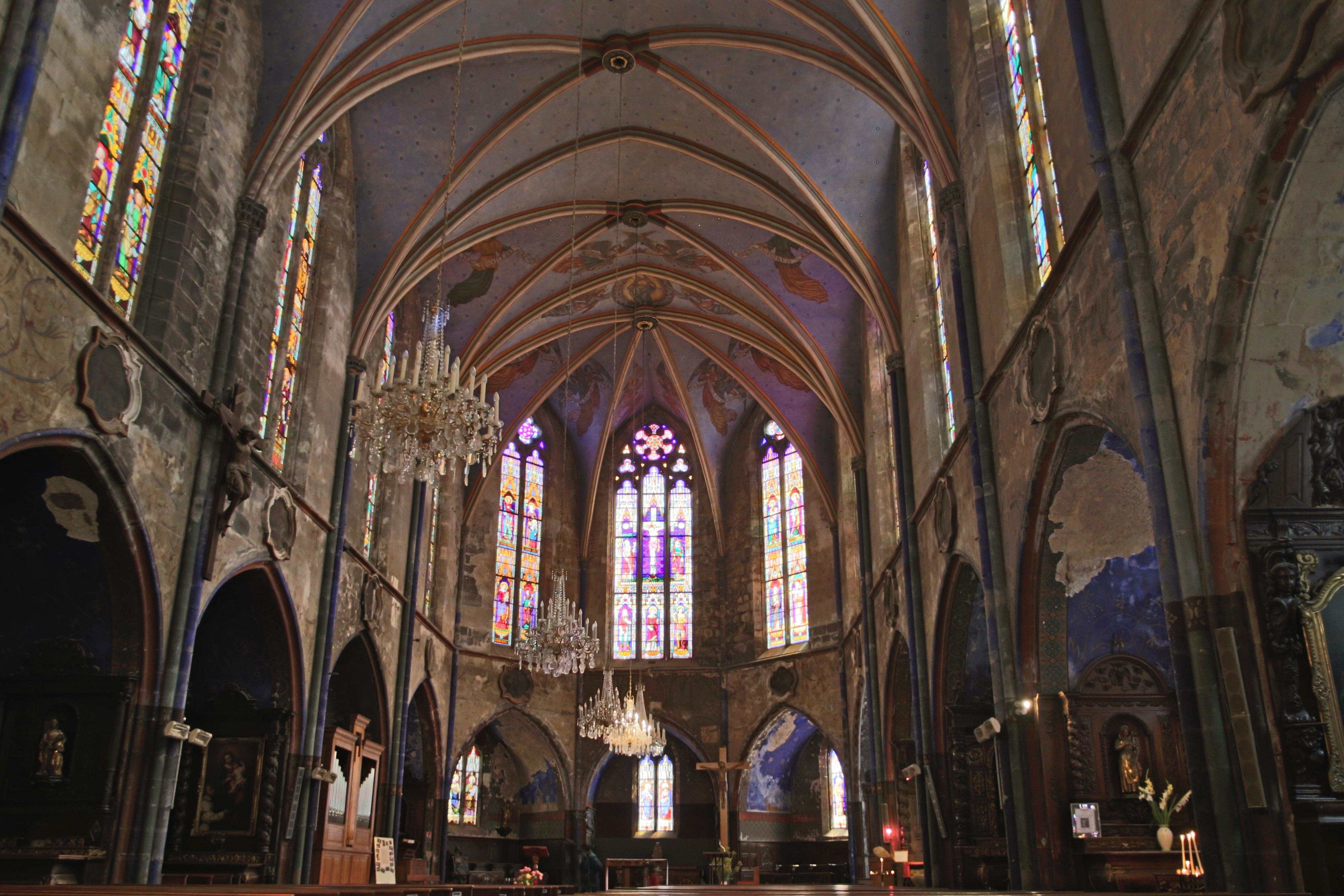
Nau.

Els perills de la Guerra dels Cent Anys van empènyer els habitants a obtenir del senyor la instal·lació d'una parròquia intramurs, per no haver de sortir de les muralles per anar a les esglésies dels ravals. La nova parròquia es va establir a la capella del castell.
Al lloc de l'actual temple hi va haver durant dos segles una petita capella, construïda al segle XII, que cobria les necessitats religioses dels habitants de Montferrand. La transformació de l'edifici en necessitats parroquials es va iniciar l'any 1304. Les dificultats de l'època van fer que les obres s'alentissin i se suspenguessin sovint. Una primera fase d'obres entre 1304 i 1390 correspon a la construcció del cor coronat per una agulla i l'inici de la nau, la segona s'estén del 1450 al 1560, amb la finalització de la nau, les capelles laterals, l'alçat de la nau. portal de ponent i les seves dues torres.
Les obres realitzades al segle xvi van aportar la construcció d'un rellotge a la roca del campanar, on també s'hi van instal·lar tres campanes. Només queda una torre de les dues que hi havia originalment, ja que una d'elles va ser destruïda durant la Revolució.

## Descripció

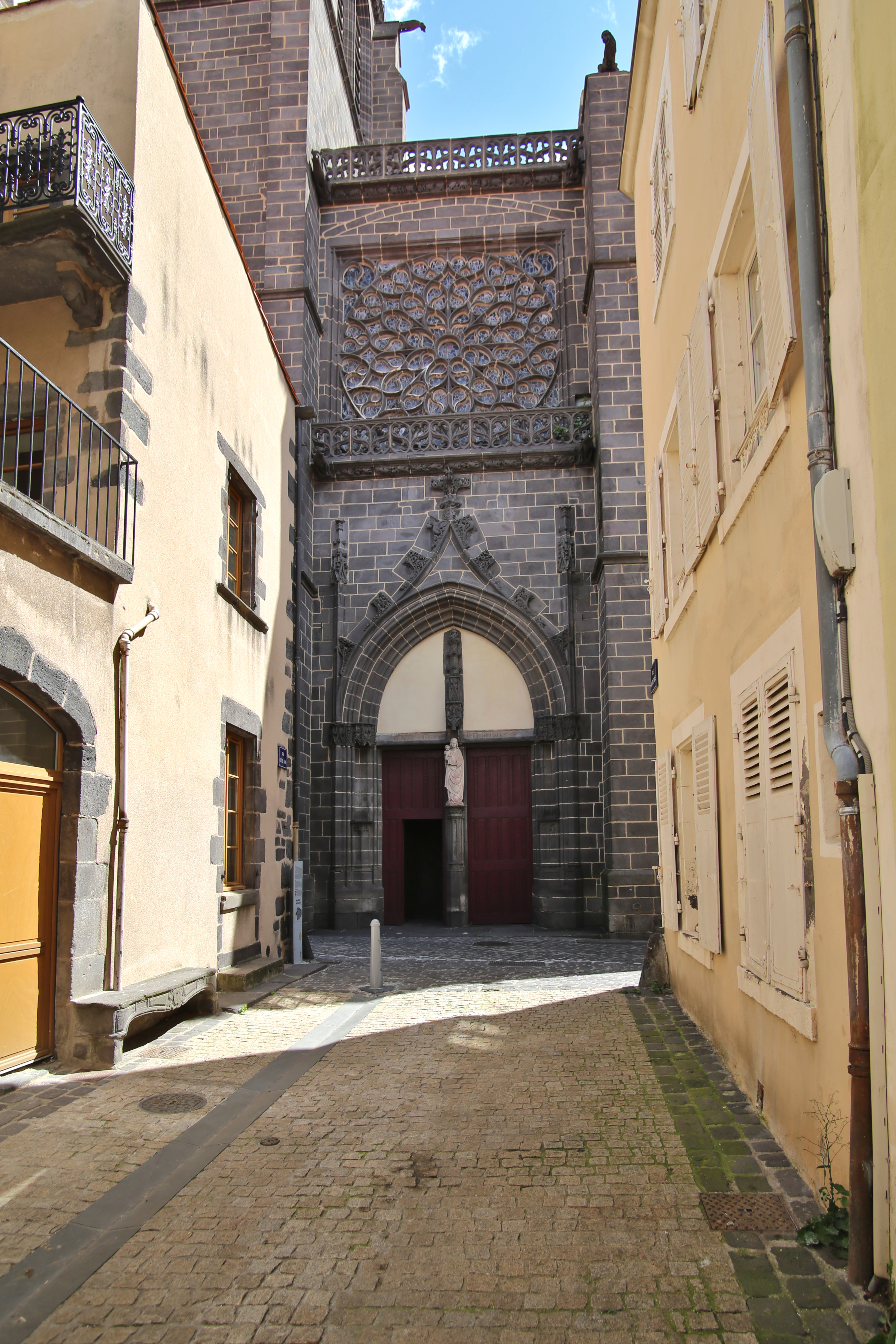
Porta al mur occidental, d'estil flamíger.

L'església de Nostra Senyora de la Prosperitat és d'estil gòtic llenguadocià. És de nau única rematada en un absis de tres vessants i flanquejada per capelles laterals. De dimensions harmonioses (47,50 m de llargada, 18,30 m d'amplada i 18 m d'alçada), l'edifici està format per una nau ampla, un cor i per quinze capelles laterals. La nau té cinc tramps de llargada i esta coberta amb volta de creueria.
Inserida al mig de les cases i aixecada per sobre de l'actual carrer Kléber, la façana occidental d'estil gòtic flamíger consta de dues torres que emmarquen un portal i una gran rosassa. Instal·lats al mig de contraforts que sobresurten, aquests dos elements van ser realitzats per Pierre Montoloys al primer quart del segle XVI.
El seu mobiliari procedeix de les diferents esglésies destruïdes durant la Revolució.